# Novotoșkivske
Novotoșkivske (în ucraineană Новотошківське) este o așezare de tip urban din orașul regional Holubivka, regiunea Luhansk, Ucraina. În afara localității principale, nu cuprinde și alte sate.

## Demografie
Componența lingvistică a așezării de tip urban Novotoșkivske
     Rusă (62,97%)
     Ucraineană (36,59%)
     Alte limbi (0,15%)
Conform recensământului din 2001, majoritatea populației așezării de tip urban Novotoșkivske era vorbitoare de rusă (62,97%), existând în minoritate și vorbitori de ucraineană (36,59%).